# Spirulida
Spirulida là một bộ động vật thân mềm với một loài còn tồn tại (Spirula spirula) và một số loài đã tuyệt chủng.

## Phân loại
- Bộ Spirulida
  - ?Họ Shimanskyidae
  - Phân bộ †Groenlandibelina Khromov, 1990
    - Họ †Groenlandibelidae
    - Họ †Adygeyidae

  - Phân bộ †Belopterina Engeser, 1998
    - Họ †Belemnoseidae
    - Họ †Belopteridae

  - Phân bộ Spirulina Pompeckj, 1912
    - Họ †Spirulirostridae
    - Họ †Spirulirostrinidae
    - Họ Spirulidae